# 徐知訓
徐 知訓（じょ ちくん、895年 - 918年）は、唐末から五代十国時代の人物。海州朐山県（現在の江蘇省連雲港市海州区）の出身。徐温の長男。昌化軍節度使を務めた。
傍若無人な人物で、徐温の権勢を笠に着て主君である楊隆演に対しても侮辱を繰り返していた。徐温の養子である徐知誥（南唐の建国者の李昪）を目障りに思って殺害しようとしたことがあるが、送った刺客が馬鹿馬鹿しいことと考えてまともに襲わなかったので失敗した。
天祐15年（918年）、平盧節度使の朱瑾を讒訴し位を落として恨みを買い、酒宴の席で殺害された。その後、朱瑾も速やかに兵を集めた徐温に一族諸共殺された。